# Джина Уилкинс
Джина Уилкинс (на английски: Gina Wilkins) е американска писателка на бестселъри в жанра романс. Писала е и под псевдонима Джина Ферис (на английски: Gina Ferris) в периода 1988-1994 г.

## Биография и творчество
Джина Ферис Воган Уилкинс е родена на 20 декември 1954 г. в Литъл Рок, Арканзас, САЩ, в семейството на Върнън и Бет Воган, електротехник и изпълнителен секретар. Има три по-малки братя. От малка, под влияние на майка си, е ненаситен читател на всякакъв вид литература. В гимназията е редактор на училищния вестник.
Завършва Университета на Арканзас с бакалавърска степен по журналистика през май 1976 г. От 1979 до 1983 г. работи в областта на рекламата и развитието на човешките ресурси чрез аудио-визуално обучение в „Sterling Stores/Magic Mart“. През 1972 г. се омъжва за Джон Уилкинс, дървосекач. Имат 3 деца – 2 дъщери и син, които имат кариера в медицината и медицинските изследвания.
Заедно с работата си Джина Уилкинс преследва мечтата си сама да пише книги. Първият ѝ романс „Hero in Disguise“ от поредицата „Сестрите Рийд“ е публикувана през 1987 г. След нея тя напуска работата си, купува си пишеща машина, и се посвещава на писателската ки кариера. Оттогава тя е автор на над 90 романса. В рамките на жанра, тя е автор на романтични комедии, семейни саги, романтичен трилър и романс с паранормални елементи.
Произведенията на писателката често са били в списъците на бестселърите. Те са преведени на 20 езика и са издадени в милиони екземпляри в над 100 страни по света.
Тя е член на Асоциацията на асоциацията на писателите на романси на Америка и на „Романисти, инк.“. Тя често е лектор на конференции, на писателски и граждански организации, и в средни и висши училища, където се фокусира върху развитието на грамотността.
Джина Уилкинс живее със съпруга си в Джаксънвил, Арканзас.

## Произведения

### Като Джина Уилкинс

#### Самостоятелни романи
- Partner for Life (1988)
- Гениално хрумване, A Stroke of Genius (1989)
- Could it be Magic (1989)
- Changing the Rules (1990)
- A Perfect Stranger (1991)
- Гореща линия, Hotline (1991)
- Rafe's Island (1993)
- Undercover Baby (1994)
- I Won't! (1995)
- All I Want for Christmas (1995)
- A Night to Remember (1996)
- The Father Next Door (1997)
- The Getaway Bride (1997)
- Doctor in Disguise (1999)
- The Littlest Stowaway (1999)
- It Takes a Cowboy (1999)
- Surprise Partners (2000)
- The Groom's Stand-in (2002)
- The Best Man's Plan (2002)
- Make Believe Mistletoe (2003)
- Wealth Beyond Riches (2006)
- Love Lessons (2006)
- The Date Next Door (2006)
- The Bridesmaid's Gifts (2007)
- Season of Dreams (2007)
- Finding Family (2008)
- The Man Next Door (2008)
- The Texan's Tennessee Romance (2009)
- Husband for a Weekend (2012)
- Wake Me (2012)
- His Best Friend's Wife (2012)
- A Man for Mom (2012)
- The Right Twin (2013)
- The Texan's Surprise Baby (2013)
- A Match for the Single Dad (2013)

#### Серия „Сестрите Рийд“ (Reed Sisters)
1. Hero in Disguise (1987)
2. Hero for the Asking (1988)
3. Hero by Nature (1988)

#### Серия „Семейство Джеймс“ (James Family)
1. Cause for Celebration (1988)
2. A Bright Idea (1989)
3. Непокорно сърце, A Rebel at Heart (1991)

#### Серия „Воали и клетви“ (Veils and Vows)
1. Taking a Chance on Love (1992)
2. Designs on Love (1992)
3. At Long Last Love (1992)

#### Серия „Братя Лък“ (Luck Brothers)
1. As Luck Would Have It (1993)
2. Just Her Luck (1994)

#### Серия „Семеен път“ (Family Way)
1. A Man for Mum (1995)
2. A Match for Celia (1995)
3. A Home for Adam (1995)
4. Cody's Fiancee (1995)

#### Серия „Камерън / Гейтс“ (Cameron / Gates)
1. A Valentine Wish (1996)
2. A Wish for Love (1996)

#### Серия „Южни скандали“ (Southern Scandals)
1. Seducing Savannah (1997)
2. Tempting Tara (1998)
3. Enticing Emily (1998)
4. The Rebels Return (1998)
5. Seductively Yours (2000)
6. Secretly Yours (2000)
7. Yesterday's Scandal (2000)

#### Серия „Семейство Фунд: Синове и дъщери“ (Family Found: Sons and Daughters)
1. Her Very Own Family (1999)
2. That First Special Kiss (1999)

#### Серия „Новина от пресата“ (Hot Off the Press)
1. The Stranger in Room 205 (2001)
2. Bachelor Cop Finally Caught? (2001)
3. Dateline Matrimony (2001)

#### Серия „Фамилия Маклауд от Мисисипи“ (McClouds of Mississippi)
1. The Family Plan (2003)
2. Conflict of Interest (2003)
3. Faith, Hope and Family (2003)

#### Серия „Семейство Фунд“ (Family Found)
1. Adding To The Family (2005)
2. The Borrowed Ring (2005)
3. The Road To Reunion (2006)

#### Серия „Лекари в обучение“ (Doctors in Training)
1. Diagnosis: Daddy (2009)
2. Private Partners (2010)
3. The Doctor's Undoing (2010)
4. Prognosis: Romance (2010)

#### Серия „Лекари в семейството“ (Doctors in the Family)
1. The M.D. Next Door (2011)
2. A Home for the M.D. (2011)
3. Doctors in the Wedding (2011)

#### Серия „Планински невести“ (Bride Mountain Trilogy)
1. Matched by Moonlight (2013)
2. Healed with a Kiss (2014)
3. A Proposal at the Wedding (2014)

#### Участие в общи серии с други писатели

##### Серия „Американски герои: Срещу всички шансове“ (American Heroes: Against All Odds)
1. Ново начало, After Hours (1990)
от серията има още 49 романа от различни автори

##### Серия „Любовници и легенди“ (Lovers and Legends)
- When It's Right (1993)

от серията има още 10 романа от различни автори

##### Серия „Изгубена любов“ (Lost Loves)
- Gold and Glitter (1994)

от серията има още 4 романа от различни автори

##### Серия „Мъже в униформа“ (Men in Uniform)
- A Match for Celia (1995)

от серията има още 49 романа от различни автори

##### Серия „Това е моето бебе!“ (That's My Baby!)
- Valentine Baby (1998)

от серията има още 28 романа от различни автори

##### Серия „Ергенски търг“ (Bachelor Auction)
- It Takes a Hero (1999)

от серията има още 15 романа от различни автори

##### Серия „Империята Паркс“ (Parks Empire)
- The Homecoming (2004)

от серията има още 00 романа от различни автори

##### Серия „Акушерките от Мерлин Каунти“ (Merlyn County Midwives)
- Countdown to Baby (2004)

от серията има още 3 романа от различни автори

##### Серия „Наследството на Логан“ (Logan's Legacy)
- The Secret Heir (2005)

от серията има още 18 романа от различни автори

##### Серия „НАСКАР“ (NASCAR)
- Hearts Under Caution (2007)
- Almost Famous (2007)
- A NASCAR Holiday 2 (2007) – с Памела Бритън, Кен Каспър и Аби Гейнс
- Ladies, Start Your Engines (omnibus) (2008) – сборник с Бетани Кембъл, Мариса Керъл и Аби Гейнс
- In High Gear (2008)
- Risky Moves (2008)
- A Very NASCAR Holiday (omnibus) (2009) – сборник с Нанси Уорън и Дебра Уеб

от серията има още 61 романа от различни автори

#### Сборници
- Matched By Mistake (1996) – с Пени Джордан и Карол Мортимър
- Valentine Delights (1997) – с Кейт Хофман и Мерил Сойер
- Written in the Stars (2001) – с Джудит Арнолд и Кейт Хофман
- Heat of the Night (2002) – с Лори Фостър и Вики Луис Томпсън
- Marriage for Keeps (2004) – с Марго Далтън и Карън Йънг
- Christmas Feast / Make-Believe Mistletoe (2004) – с Пеги Уеб
- Secret Heir / Newlyweds (2005) – с Елизабет Бевърли
- Intimate Surrender / The Secret Heir (2005) – с Райени Тейни
- Adding to the Family / Pregnancy Project (2005) – с Виктория Пейд
- Borrowed Ring / Where There's Smoke (2005) – с Кристин Харди
- Protectors in Blue (2006) – с Рейчъл Лий
- Men to Marry (2007) – със Сюзън Малъри
- Man Next Door / Second-chance Groom (2008) – с Кристъл Грийн
- Beneath the Mistletoe (2008) – със Сюзън Кросби
- From This Day Forward (2009) – с Кандис Камп и Алисън Лей
- Texan's Tennessee Romance / Rancher & the Reluctant Princess (2010) – с Кристин Флин
- The Family They Chose / Private Partners (2011) – с Нанси Робърдс Томпсън

#### Новели
- Тайнственият обожател, Denim and diamonds (1992)

### Като Джина Ферис

#### Самостоятелни романи
- Healing Sympathy (1988)
- Lady Beware (1989)
- In from the Rain (1991)
- Prodigal Father (1991)

#### Серия „Намерено семейство“ (Family Found)
1. Full of Grace (1993)
2. Hardworking Man (1993)
3. Fair and Wise (1993)
4. Far to Go (1993)
5. Loving and Giving (1994)

#### Участие в общи серии с други писатели

##### Серия „Тази специална жена!“ (That Special Woman!)
- Babies on Board (1994)

от серията има още 27 романа от различни автори